# Ron Funches
Ron Funches, född 12 mars 1983 i Kalifornien, är en amerikansk skådespelare.
Funches har bland annat medverkat i TV-serien Loot. Han har även medverkat i filmerna Trolls och uppföljaren Trolls 2: Världsturnén.

## Filmografi (i urval)
- 2013 – Crash & Bernstein (TV-serie)
- 2016 – Trolls
- 2019–2022 – Harley Quinn (TV-serie)
- 2020 – Trolls 2: Världsturnén
- 2022 – Loot (TV-serie)
- 2023 – Under bryggan